# Sporvogn
En sporvogn er et transportmiddel som kører på skinner. Sporvogne benyttes ligesom togsæt og metrotog som offentligt transportmiddel i storbyer, hvor trafikmængderne overstiger, hvad der rationelt kan afvikles med busdrift.

## Teknik
I modsætning til deciderede jernbaner har sporveje takket være sporvognenes mindre dimensioner, lettere tilgængelighed og gode accelerationsevne mulighed for at medbenytte offentlige veje med spor nedsænket i vejbanen, enten i egne kørebanearealer eller blandet med den øvrige trafik. Efter privatbilismens gennembrud søger man så vidt muligt at sørge for egne kørebaner til sporvognstrafikken.
De første sporvogne var i de fleste byer trukket af heste, og man har siden anvendt damp- og akkumulator- og enkelte steder benzindrevne sporvogne, indtil den elektriske sporvogn med overledningsdrift vandt frem fra omkring århundredeskiftet og i dag er praktisk taget enerådende. Elektriciteten tilføres fra en køretråd, der hænger over vejbanen. I enkelte byer anvendtes desuden strømtilførsel fra en ledning i en rille i vejbanen.

## Historie
Den første bysporvej åbnedes i New York i 1832. Fra slutningen af 1800-tallet og særligt fra elektrificeringerne omkring århundredeskiftet fandt en meget kraftig stigning sted i antallet af sporvognssystemer i verden, der i 1920'erne lå på cirka 2.000, frem for alt i industrilandene. 
Fra 1930'erne i USA og fra slutningen på 2. verdenskrig i dele af Vesteuropa skete herefter et dramatisk fald i antallet, der lå på omkring 300 sporvognssystemer på verdensplan i 1980. Det største fald i antallet har fundet sted i Nordamerika, Storbritannien, Frankrig og Spanien, mens de fleste mellem- og østeuropæiske lande kun har oplevet et mindre fald eller endog en vækst i antallet af sporvognsbyer.
Oliekrisen og miljøbevidsthedens politiske gennembrud førte herefter til en ny vækst i antallet, særligt i de lande, der havde haft flest nedlæggelser. I 2008 er antallet af sporvognsbyer omkring 375, og væksten i antallet er cirka 5 byer per år. Dog har de vanskelige økonomiske forhold i de tidligere sovjetrepublikker siden årtusindskiftet ført til stedvise nedlæggelser her.
Sporvognen har nu som før sin største udbredelse i ilandene, da alle former for elektrisk banedrift kræver, at samfundet kan foretage langsigtede investeringer. i ulande findes kun ganske få sporvognsbyer.
I Danmark kørte sporvogne:
- i København fra 22. oktober 1863 til 23. april 1972, se også Københavns Sporveje (KS) og Nesa
- i Århus fra 31. maj 1884 til 22. maj 1895 og 7. juli 1904 til 7. november 1971, Århus Sporveje,
- i Odense fra 5. oktober 1911 til 30. juni 1952[1], se også Odense Sporvej.

Danmark er i dag atypisk blandt industrilandene ved ikke at have sporveje i drift. Dog åbnede i 2017 Aarhus Letbane, der er en blanding af de nuværende nærbanetog og sporvogne, der også kører i den almindelige bytrafik. Også i Odense (Odense Letbane) og København er letbaner planlagte.

## Vogntypernes udvikling
Ud fra sporvognenes teknik kan man overordnet inddele vogntyperne i fem udviklingstrin:

### Før-elektriske sporvogne
Den animalske trækkraft i form af heste (eller i Sydeuropa og Latinamerika ofte muldyr, i troperne undertiden okser) var ved fremkomsten af de første sporveje næsten enerådende, idet dampmaskiner ikke kunne bygges lette nok til brug i sporvejenes materiel. Da mindre jernbaner i midten af 1800-tallet også kunne være hestetrukne, kan man næppe skelne mellem tidlige sporveje og hestebaner.
Hestesporvognene var små, toakslede vogne, der hovedsagelig adskilte sig fra hesteomnibusser ved deres ringe hjuldiameter og dermed efter datidens forhold ringe gulvhøjde. Sporvognene var på denne tid et udpræget overklassetransportmiddel, og det ringe transportbehov kunne imødekommes med solokørende vogne, som regel trukket af en enkelt hest, i kuperede byer undertiden to. Sporvogne var på denne tid ofte dobbeltdækkere, idet overetagen dog i reglen var åben eller kun delvist under tag.
Dampsporvogne fik i anden halvdel af 1800-tallet en vis udbredelse, efterhånden som dampmaskinen fik en vægt, der kunne bæres af sporet, idet man kunne anskaffe egentlige sporvognslokomotiver eller indbygge dampmaskinen i materiellet; disse ret tunge og lange vogne med ringe accelerationsevne fandt dog først og fremmest anvendelse på forstadsstrækninger, i København f.eks. Strandvejens Dampsporvej.
Da elektriciteten i slutningen af 1800-tallet vandt frem som trækkraft, forsøgte man sig i en del byer med sporvogne drevet af akkumulatorer, idet man hermed kunne undgå, at vognene skulle fødes med elektricitet fra en ekstern kraftkilde via et ledningsnet. Da der var tale om bly-svovlsyre-baserede akkumulatorer, var systemet dog forbundet med lugtgener samt risiko for betydelig personskade ved havari.
Sporvogne drevet af trykluft kom kun akkurat ud over eksperimentstadiet, hvorimod udnyttelse af fossile energikilder i form af benzin havde en vis udbredelse på mere afsidesliggende linjer. Fælles for alle ovennævnte vogntyper var, at deres begrænsede trækkraft og accelerationsevne ikke var tilstrækkelig til det massetransportmiddel, som sporvognen med den øgede industrialisering blev omkring århundredeskiftet.
Sporskifter var før den elektriske tidsalder manuelt betjent, enten af konduktøren eller af en udstationeret vagt.

### Elektriske sporvogne
Den elektriske sporvogn med strømtilførsel fra ekstern kraftkilde betød fra omkring år 1900 transportmidlets gennembrud i det urbane trafikbillede. På grund af den øgede trækkraft blev det muligt at imødekomme det stigende transportbehov ved at tilkoble motorvognene ikke-motoriserede vogne, såkaldte bivogne. Også de elektriske sporvogne var i de første årtier toakslede, og med to motorer. I begyndelsen anvendtes ofte tidligere hestesporvogne som bivogne. Til sommerhalvåret udvikledes mange steder åbne bivogne.
I Storbritannien og i de britiske kolonier tog udviklingen dog en anden retning, idet dobbeltdækkeren her forblev næsten enerådende, nu med fuldt udbygget overetage. På grund af den senere nedlæggelse af næsten alle britiske sporveje er denne vogntype i dag meget sjælden og er begrænset til Hong Kong (toakslede) og Blackpool (bogievogne). På det europæiske kontinent gjordes flere forsøg med dobbeltdækkere, men kun få steder kom de i drift i større omfang, som f.eks. i København til 1933.
Som et levn fra hestesporvognens tid havde de første elektriske sporvogne åbne endeperroner. Da vognstyreren i modsætning til hestespovognenes kusk imidlertid ikke var nødt til at stå under åben himmel, bevirkede den øgede rejsehastighed dog, at man forholdsvis hurtigt udviklede lukkede perroner for at skærme vognstyreren mod luftmodstanden.
Elektriske sporvogne kunne i et tidligt stadium være forsynet med to trolleystænger, hvoraf den ene fungerede som strømaftager, den anden som strømafgiver, henholdsvis fra en plusledning og til en minusledning over sporvognen. Da man efterhånden accepterede, at elektromotorens returstrøm kunne føres gennem vognens hjul til skinnerne, uden at elektriciteten skadede f.eks. byens kloakledninger, blev sporvogne alene med strømaftager fra plusledning enerådende.
Elektriske sporvognes motorer er oftest placeret under vogngulvet, hvorimod de elektriske modstande, der styrer accelerationen, af hensyn til luftkøling er placeret på taget. Den elektriske drift giver desuden mulighed for at vende strømmen gennem motoren, hvorved den bruges som elektrisk bremse og dynamo. Hertil kommer den elektromagnetiske bremse, den såkaldte skinnebremse, hvorved en strømførende bremseklods ved nødbremsning bringes i direkte kontakt med sporet. Sporvogne har herudover en mekanisk bremse.
Elektriske sporvogne betjener sporskifterne ved hjælp af en kontakt på køretråden, der aktiverer skiftet, når vognen passerer med motoren tændt.

### Bogievogne
Da kapacitetsbehovet i sporvognene i Mellemkrigstiden steg yderligere, udvikledes bogien (udtales [ˡbɔɡi]), som er en ramme med to hjulaksler, der er monteret under sporvognen, drejelig om en lodret akse. Da en bogie følger sporets kurver som en selvstændig "vogn", var det herefter muligt at fremstille fireakslede vogne med betydeligt større akselafstand mellem de to bogier, og dermed med større kapacitet.
Motorvogne har en motor i hver bogie; i de tidligste typer trak motoren det ene hjulpar, mens det andet blot tjente til at holde bogien vinkelret på sporet. Motorer, som trækker på begge aksler, blev siden enerådende.
På grund af bogievognenes mere avancerede og dermed dyrere teknik måtte man under 2. verdenskrig flere steder, bl.a. i København midlertidigt vende tilbage til byggeri af toakslede vogne. Under Den Kolde Krig var dette på grund af lignende forsyningsvanskeligheder også tilfældet flere steder i Østeuropa, bl.a. fortsatte produktionen af toakslede vogne i DDR indtil slutningen af 1970'erne.

### Ledvogne
Allerede i Mellemkrigstiden eksperimenteredes nogle steder med en fast sammenkobling af motor- og bivogn med overgang mellem disse, da man herved kunne opnå større fleksibilitet i passagercirkulationen, og da frakobling af bivogn efterhånden var en sjældenhed uden for nattetimerne. Efter forsøg med svævende "harmonikaovergange" udvikledes et drejeled hvilende på en ikke-motoriseret bogie, en såkaldt løbebogie eller Jacobs-bogie, hvilket stadig er den almindeligste form for led.
Fra 1950'erne og frem blev ledvognen efterhånden den prototypiske sporvogn i den vestlige verden. Ledvognen har åbnet mulighed for enmandsbetjening af sporvogne, da vognstyreren kan overskue hele vognen; samtidig har automatisk billetafstempling vundet frem og har i vidt omfang overflødiggjort konduktører.
Ledvogne i to dele er, med tre bogier, i reglen seksakslede; men vogne med tre, fire eller undertiden fem dele og et tilsvarende antal bogier finder stedvis anvendelse. Er der brug for vogntog med høj kapacitet i spidsbelastningsperioder, bruges dog almindeligvis sammenkoblede ledvogne, multipelkørsel. Ved ældre ledvogne kan der dog alternativt tilkobles bivogne. I 1980'erne er der, særligt i Østeuropa, fremstillet fireakslede ledvogne med to bogier og svævende led.

### Lavgulvsvogne og elektronisk revolution
Fra 1990'erne er den tekniske udvikling af sporvogne kendetegnet dels ved bestræbelserne for bedre tilgængelighed, dels ved anvendelse af computerteknologi inden for en række områder.
Af hensyn til bevægelseshandicappede har man søgt så vidt muligt at tilvejebringe trinfri ind- og udstigning i sporvognene, først med særlige midterdele med lavt gulv, siden med større lavgulvsarealer. De nyeste bogietyper er uden gennemgående aksler, idet hjulene er monteret i korte akselstykker yderst i bogierammen, og herved fås vogne med gennemgående lavt gulv, oftest 30 centimeter over skinnehøjde. Kombineret med perroner i denne højde ved stoppesteder sker adgang til sporvognen uden niveauforskel, hvilket også generelt fremmer passagerudvekslingen.
Ved at erstatte de luftkølede motorer under vogngulvet med vandkølede motorer bygget ind i væggene omkring vognens led er det lykkedes at fremstille sporvogne med en gulvhøjde på 18 centimeter over skinnehøjde, hvilket dog delvis sker på bekostning af affjedringen.
Den elektroniske revolution har betydet, at styring af sporvognens acceleration – frem for at ske ved regulering af strømstyrken igennem motorerne med ind- og udkobling af elektriske modstande – kan ske ved hjælp af halvlederrelæer, såkaldte choppere, der giver en mere effektiv og glidende acceleration.
Computerteknologien giver ligeledes mulighed for udvikling af énakslede bogier med et enkelt hjulpar, idet hjulparrets akse i forhold til sporet holdes vinkelret ved hjælp af sensorer, en funktion, der har været vanskelig at opnå alene ved mekaniske løsninger. Hermed reduceres både vognenes vægt, rullemodstanden mod skinnerne og sliddet på hjulene.
Hvor der køres i gadetrafik, er en vis styring af den generelle trafikregulering fra sporvognens side i dag almindelig, f.eks. påvirkning af lysreguleringen til fordel for den kollektive trafik ved hjælp af elektromagneter, og informationsteknologien vil her give øgede muligheder for at samordne sporvognstrafikken og den overordnede trafikregulering i et samlet netværk, f.eks. ved hjælp af GPS.
Sporskifter er nu i stigende grad radiostyrede.

## Sporvogns- og sporvejsmuseer
- Sporvejsmuseet Skjoldenæsholm - ved Skjoldenæsholm nær Jystrup
- Electrische Museumtramlijn Amsterdam - museumssporvej i Amsterdam, hvor der køres med historiske sporvogne
- Hannoversches Straßenbahn-Museum -  i Wehmingen, en bydel i Sehnde, sydøst for Hannover, Tyskland
- Sporvognsmuseum Bremen - i Bremen, Tyskland
- Sporvognsmuseum Kassel - i Kassel, Tyskland
- Museispårvägen Malmköping - i Malmköping i Flens kommun i Sverige
- Sporveismuseet i Trondheim - i Trondheim, Norge
- Trammuseum Thuin - i Thuin i Belgien
- Tramway Touristique de l'Aisne - i Ardennerne i Belgien